# Viaggio italiano
Viaggio italiano è il terzo album, registrato in studio, di Andrea Bocelli ed il suo primo di musica classica.

## Descrizione
Nell'album Bocelli esegue alcune delle più belle romanze d'opera e delle più famose canzoni napoletane di tutti i tempi. Anche se pubblicato soltanto in Italia nel 1996, vendette quasi 300 000 copie. Successivamente Bocelli ricevette il premio Echo Klassik "Best seller of the year" dopo la pubblicazione dell'album internazionale nel 1997. L'album  ha venduto più di 2 milioni di copie in tutto il mondo.
L'album arriva in seconda posizione in Vallonia ed in terza nelle Fiandre in Belgio, in quarta in Francia, in ottava nei Paesi Bassi (dove rimane in classifica per 28 settimane), in quattordicesima in Nuova Zelanda ed in quindicesima in Australia e Germania (dove rimane in classifica per 28 settimane).

## Tracce
1. Nessun dorma
2. Il lamento di Federico
3. Ah, la paterna mano
4. La donna è mobile
5. Una furtiva lagrima
6. Panis angelicus
7. Ave Maria
8. O sole mio
9. Core 'ngrato
10. Santa Lucia luntana
11. I te vurria vasà
12. Tu, ca nun chiagne
13. 'O marenariello
14. Piscatore 'e Pusilleco
15. Messaggio Bocelli
16. Adeste fideles

## Formazione
- Andrea Bocelli - voce
- Moscow Radio Symphony Orchestra (diretta da Vladimir Ivanovič Fedoseev e Renato Serio) - archi
- The Academy Of Choir Art Of Russia (diretta da Victor Popov) - cori

## Classifiche

### Classifiche settimanali
| Classifica (1996-1997) | Posizione massima |
| ---------------------- | ----------------- |
| Australia              | 15                |
| Austria                | 19                |
| Belgio (Fiandre)       | 3                 |
| Belgio (Vallonia)      | 2                 |
| Europa                 | 29                |
| Francia                | 4                 |
| Germania               | 15                |
| Italia                 | 6                 |
| Norvegia               | 23                |
| Paesi Bassi            | 8                 |
| Nuova Zelanda          | 14                |
| Repubblica Ceca        | 4                 |
| Stati Uniti            | 153               |
| Svizzera               | 17                |
| Regno Unito            | 24                |

### Classifiche di fine anno
| Classifica (1997) | Posizione |
| ----------------- | --------- |
| Belgio (Vallonia) | 86        |
| Europa            | 89        |
| Francia           | 30        |
| Germania          | 68        |
| Paesi Bassi       | 60        |
| Classifica (1998) | Posizione |
| Australia         | 74        |
| Classifica (2003) | Posizione |
| Regno Unito       | 80        |